# Debussy Heights
Debussy Heights is een gebergte op het Alexandereiland in Antarctica. Het gebergte werd ontdekt en op de kaart gezet door luchtfoto's van de Ronne Antarctic Research Expedition tussen 1947 en 1948. Debussy Heights kreeg zijn naam van de UK Antarctic Place-Names Committee en is vernoemd naar de Franse componist Claude Debussy.